# Marguerite d'Artois
Ne doit pas être confondu avec Mahaut d'Artois.
Marguerite d'Artois (1285–1311), fille aînée de Philippe d'Artois et de Blanche de Bretagne, est comtesse d'Évreux et baronne d’Étampes par son mariage avec Louis d'Évreux.

## Biographie
Elle épouse en 1301 le demi-frère du roi de France Philippe IV le Bel, Louis, comte d'Évreux, de qui elle a :
- Marie (1303 † 1335), mariée vers 1314 avec Jean III de Brabant (1300-1355)
- Charles (1305 † 1336), comte d'Étampes
- Philippe (1306 † 1343) comte d'Évreux, et roi de Navarre par son mariage avec Jeanne II de Navarre
- Marguerite (1307 † 1350), mariée en 1325 avec Guillaume XII d'Auvergne (v. 1300-1332)
- Jeanne d'Évreux (1310 † 1371), mariée en 1324 avec Charles IV de France (1294-1328), roi de France et de Navarre de 1322 à 1328